# Luis Fernando Fernández (político)
Luis Fernando Fernández Fernández (Loma Somera, Cantabria, 3 de noviembre de 1956) es un político español que desempeña la función de alcalde de Valderredible.

## Biografía
Licenciado en Filosofía y CCEE, diplomado en Psicología por la Universidad de Deusto y cursó estudios de doctorado en dicha rama; fue premio extraordinario fin de carrera y funcionario de carrera desde 1983.
Es alcalde de Valderredible desde 2005, habiendo sido reelegido tras las elecciones municipales de 2007 y de 2011, y alcalde pedáneo de Loma Somera; así como diputado en el Parlamento de Cantabria. Como diputado ha sido miembro de las Comisiones Legislativas de Obras Públicas, Ordenación del Territorio, Vivienda y Urbanismo (Presidente), Desarrollo Rural, Ganadería, Pesca y Biodiversidad, Medio Ambiente y Sanidad (2007-2011); en la actualidad es miembro de las comisiones de Obras Públicas y Vivienda y de Ganadería, Pesca y Desarrollo Rural.
Luis Fernando Fernández Fernández es miembro de la ejecutiva del Partido Regionalista de Cantabria, en la que ha sido secretario de Política Local.